# Patrick Wiercioch
Patrick Wiercioch (né le 12 septembre 1990 à Burnaby en Colombie-Britannique) est un joueur professionnel canadien de hockey sur glace. Il évolue au poste de défenseur.

## Carrière
Wiercioch est sélectionné par les Sénateurs d'Ottawa en deuxième ronde (42e au total) du repêchage de 2008. Wiercioch termine sa carrière sportive à Denver en 2010 et fait ses débuts professionnels en octobre 2010 avec les Sénateurs dans la franchise Senators de Binghamton de la Ligue américaine de hockey. Le 22 mars 2011, il est appelé à jouer pour les Sénateurs d'Ottawa. Wiercioch joue la saison 2011-2012 et la première moitié de la saison 2012-2013 avec Binghamton, avant d'être appelé à Ottawa de nouveau. Wiercioch marque son premier but dans la LNH le 3 mars 2013 contre les Islanders de New York.
Le 1er juillet 2016, après ne pas avoir reçu d'offre qualificative par les Sénateurs, il signe un contrat de 1 an pour un total de 800 000$ avec l'Avalanche du Colorado.

## Statistiques

### En club
| Saison     | Équipe                 | Ligue       |     | Saison régulière | Saison régulière | Saison régulière | Saison régulière | Saison régulière |   | Séries éliminatoires | Séries éliminatoires | Séries éliminatoires | Séries éliminatoires | Séries éliminatoires |
| Saison     | Équipe                 | Ligue       | PJ  | B                | A                | Pts              | Pun              | PJ               | B | A                    | Pts                  | Pun                  |                      |                      |
| 2006-2007  | Express de Burnaby     | LHCB        | 42  | 9                | 16               | 25               | 46               | 14               | 3 | 4                    | 7                    | 10                   |                      |                      |
| 2007-2008  | Lancers d'Omaha        | USHL        | 40  | 3                | 18               | 21               | 24               | 14               | 2 | 9                    | 11                   | 22                   |                      |                      |
| 2008-2009  | Pioneers de Denver     | WCHA        | 36  | 12               | 23               | 35               | 26               | -                | - | -                    | -                    | -                    |                      |                      |
| 2009-2010  | Pioneers de Denver     | WCHA        | 39  | 6                | 21               | 27               | 34               | -                | - | -                    | -                    | -                    |                      |                      |
| 2010-2011  | Senators de Binghamton | LAH         | 67  | 4                | 14               | 18               | 25               | 15               | 0 | 1                    | 1                    | 0                    |                      |                      |
| 2010-2011  | Sénateurs d'Ottawa     | LNH         | 8   | 0                | 2                | 2                | 4                | -                | - | -                    | -                    | -                    |                      |                      |
| 2011-2012  | Senators de Binghamton | LAH         | 57  | 4                | 16               | 20               | 34               | -                | - | -                    | -                    | -                    |                      |                      |
| 2012-2013  | Senators de Binghamton | LAH         | 32  | 10               | 9                | 19               | 22               | -                | - | -                    | -                    | -                    |                      |                      |
| 2012-2013  | Sénateurs d'Ottawa     | LNH         | 42  | 5                | 14               | 19               | 39               | 1                | 0 | 0                    | 0                    | 0                    |                      |                      |
| 2013-2014  | Sénateurs d'Ottawa     | LNH         | 53  | 4                | 19               | 23               | 20               | -                | - | -                    | -                    | -                    |                      |                      |
| 2014-2015  | Sénateurs d'Ottawa     | LNH         | 56  | 3                | 10               | 13               | 28               | 6                | 2 | 2                    | 4                    | 4                    |                      |                      |
| 2015-2016  | Sénateurs d'Ottawa     | LNH         | 52  | 0                | 5                | 5                | 24               | -                | - | -                    | -                    | -                    |                      |                      |
| 2016-2017  | Avalanche du Colorado  | LNH         | 57  | 4                | 8                | 12               | 23               | -                | - | -                    | -                    | -                    |                      |                      |
| 2017-2018  | Comets d'Utica         | LAH         | 58  | 10               | 27               | 37               | 45               | 5                | 0 | 3                    | 3                    | 2                    |                      |                      |
| 2018-2019  | HK Dinamo Minsk        | KHL         | 59  | 8                | 17               | 25               | 34               | -                | - | -                    | -                    | -                    |                      |                      |
| 2019-2020  | HC Bolzano             | EBEL        | 19  | 4                | 9                | 13               | 10               | 3                | 0 | 2                    | 2                    | 10                   |                      |                      |
| 2020-2021  | Timrå IK               | Allsvenskan | 11  | 0                | 7                | 7                | 8                | 12               | 3 | 4                    | 7                    | 12                   |                      |                      |
| Totaux LNH | Totaux LNH             | Totaux LNH  | 268 | 16               | 58               | 74               | 138              | 7                | 2 | 2                    | 4                    | 4                    |                      |                      |

### En équipe nationale
| Année | Équipe | Compétition          |    | PJ | B | A | Pts | Pun           |  | Résultat |
| 2015  | Canada | Championnat du monde | 10 | 1  | 3 | 4 | 0   | Médaille d'or |  |          |

## Trophées et distinctions

### LAH
- Il remporte la Coupe Calder avec les Senators de Binghamton en 2010-2011.

### USHL
- Il remporte la Coupe Clark avec les Lancers d'Omaha en 2007-2008.